# Parc national de Rubondo Island
Le parc national de Rubondo Island (ou de l'île de Rubondo) est un parc national du nord-ouest de la Tanzanie.

## Géographie
Le parc est un des plus petits du pays. Il se compose d'une île basse inhabitée (quelques collines au sud de l'île culminent à 1384 mètres soit 250 mètres au-dessus du lac), Rubondo, située dans une large baie au sud-ouest du lac Victoria, ainsi que de quelques petites îles voisines.

## Flore
Contrastant fortement avec la côte nettement déboisée, le parc est couvert à 90 % de forêt tropicale humide, entrecoupée de quelques prairies et étendues couvertes de papyrus. On peut y observer une grande variété de plantes à fleur, en particulier quarante espèces d'orchidées.

## Faune
Le parc est réputé pour les 400 espèces d'oiseaux environ qui y ont été identifiées, en particulier lors de l'hiver boréal lorsque des dizaines de milliers d'oiseaux eurasiens viennent hiverner dans la région. La très rare antilope Sitatunga est un des hôtes emblématiques des marais et des forêts de l'île. Pour le reste, plusieurs mammifères emblématiques de la faune est-africaine y sont présents, hippopotames, crocodiles, mais aussi chimpanzés et éléphants (réintroduits).

## Transports
Une petite piste d'atterrissage accueille des vols charters venus de Mwanza, à 150 km de distance. Ils desservent directement le camp de toile de Rubondo, la seule installation touristique de l'île. Des ferries et bateaux locaux effectuent plus ou moins régulièrement la liaison entre l'île et les grandes îles voisines ou le continent. L'accès difficile du parc en fait une destination très peu fréquentée, avec seulement quelques centaines de touristes par an.